# Ralph Persson
Ralph Persson (* 13. August 1942 in Berlin) ist ein deutscher Schauspieler.

## Leben
Persson stammt aus einer deutsch-schwedischen Familie. Er wirkte in verschiedenen Jugendsendungen des NDR und WDR mit, bevor er später in Hamburg seine Schauspielausbildung erhielt; Theaterengagements hatte er anschließend in Hamburg und München.
Ab den 1960er Jahren war Persson als Darsteller in Kino- und Fernsehproduktionen aktiv. Als sein Fernsehdebüt führt die IMDb den vom Nordwestdeutschen Rundfunkverband (NWRV Köln) produzierten Fernsehfilm Keiner ist wie der andere, der im November 1960 erstausgestrahlt wurde; Persson verkörperte darin den 16-jährigen Schüler Joey Freemann, dessen Schulfreund bei einer Spritztour einen schweren Verkehrsunfall verursacht.
Es folgten mehrere Kinofilme in unterschiedlichen Genres, realitätsnahe Komödien, Schlagerfilme und Krimis. In dem Kriminalfilm Nebelmörder (1964) war er der Schüler Heinz Auer, der tatverdächtige Anführer einer Clique von Jugendlichen. In dem Fernsehspiel Eine dumme Sache (1963, Regie: Udo Langhoff), das im Oktober 1963 in der ARD erstausgestrahlt wurde, spielte Persson, neben Tommi Piper, eine der beiden männlichen Hauptrollen, den jungen Thomas, der während der Abwesenheit seiner Eltern eine Party gibt, und bei einem Unfall schwer verletzt wird.
Mitte der 1960er Jahre wandte sich Persson dann fast ausschließlich dem Fernsehen zu und war als Seriendarsteller viel beschäftigt. In der TV-Serie Die Unverbesserlichen war er 1965 bis 1967 als Ehemann und Schwiegersohn Helmut Wichmann in einer Serienrolle an der Seite von Monika Peitsch und Inge Meysel zu sehen. In der Familienserie Großer Mann was nun?, die von September 1967 bis April 1968 in der ARD erstausgestrahlt wurde, spielte Persson eines der beiden erwachsenen Kinder des Delikatessen-Großunternehmers Heinrich König, den „leichtlebigen“ Sohn Dieter.
In der Familienserie Die Firma Hesselbach war er 1967 in Folge 47 als Michael „Mic“ Redlitz zu sehen; er spielte den Neffen der Serienfigur Trudi Plischke (Edith Hancke), einen
Schöpfer multilateraler Kunstwerke. In der ZDF-Fernsehserie Der Kommissar war er in der ersten Kommissar-Folge, die im Januar 1969 erstausgestrahlt wurde, in einer der Episodenrollen zu sehen; er verkörperte den in die Stieftochter des Mordopfers verliebten Studenten Manfred Bieger.
Seine letzte nachgewiesene Filmrolle hatte er in dem Softsex-Streifen Mädchen beim Frauenarzt (1971).
Über den weiteren Lebensweg Perssons ist nichts bekannt. In den 1970er Jahren verliert sich seine Spur.

## Filmografie (Auswahl)
- 1960: Keiner ist wie der andere (Fernsehfilm)
- 1963: Heute kündigt mir mein Mann (Kinofilm)
- 1963: Eine dumme Sache (Fernsehfilm)
- 1963: Hafenpolizei: Die Party (Fernsehserie, eine Folge)
- 1964: Nebelmörder (Kinofilm)
- 1964: Wenn man baden geht auf Teneriffa (Kinofilm)
- 1965: Gewagtes Spiel (Fernsehserie, zwei Folgen)
- 1965–1967: Die Unverbesserlichen (Fernsehserie, Serienrolle)
- 1967: Die Firma Hesselbach: ...und die Kunst (Fernsehserie, eine Folge)
- 1967–1968: Großer Mann was nun? (Fernsehserie, Serienrolle)
- 1969: Der Kommissar: Toter Herr im Regen (Fernsehserie, eine Folge)
- 1969: Die Schlacht an der Neretva (Kinofilm)
- 1971: Mädchen beim Frauenarzt (Kinofilm)